# Desperados

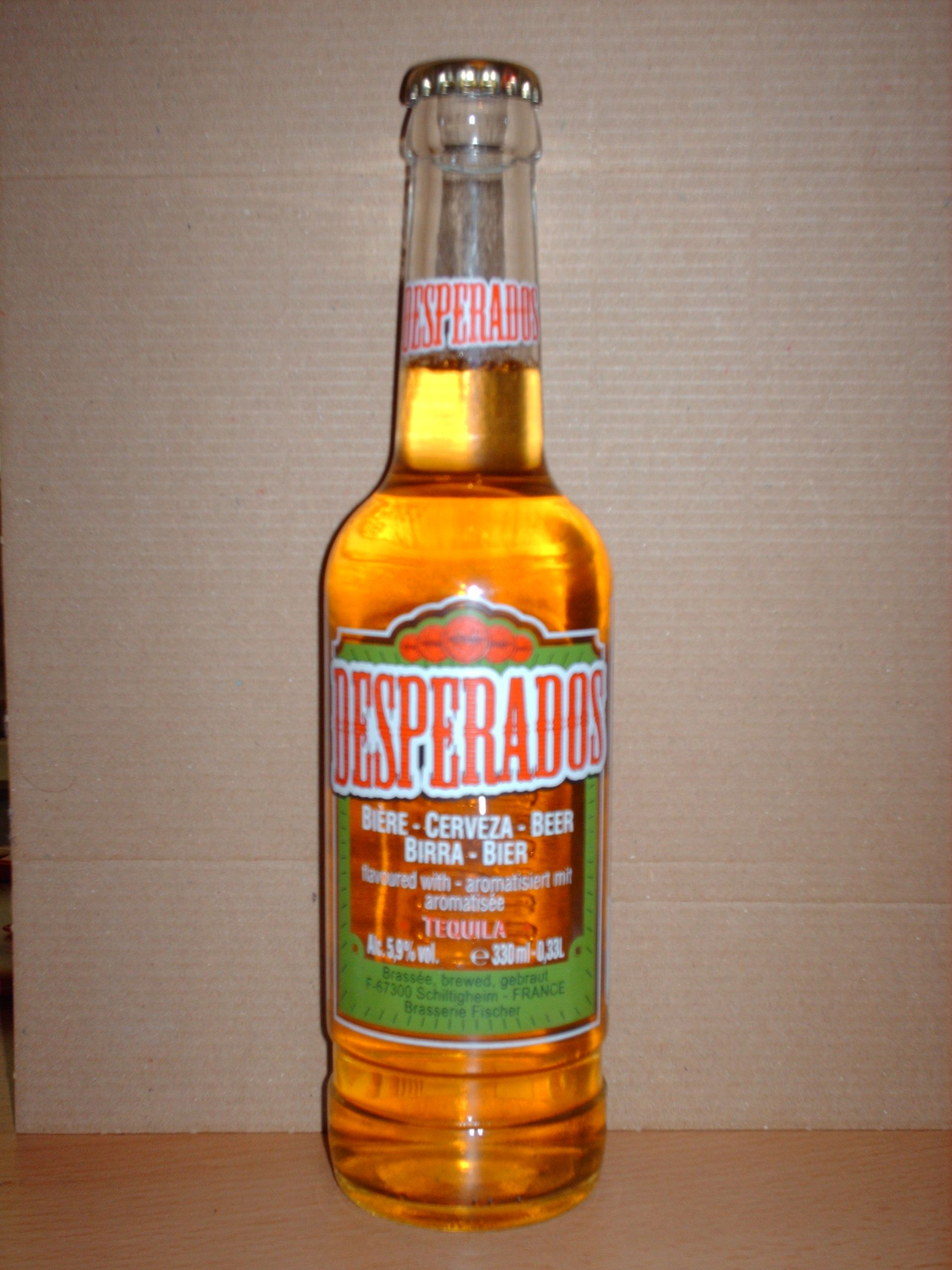
Een fles Desperados uit 2007

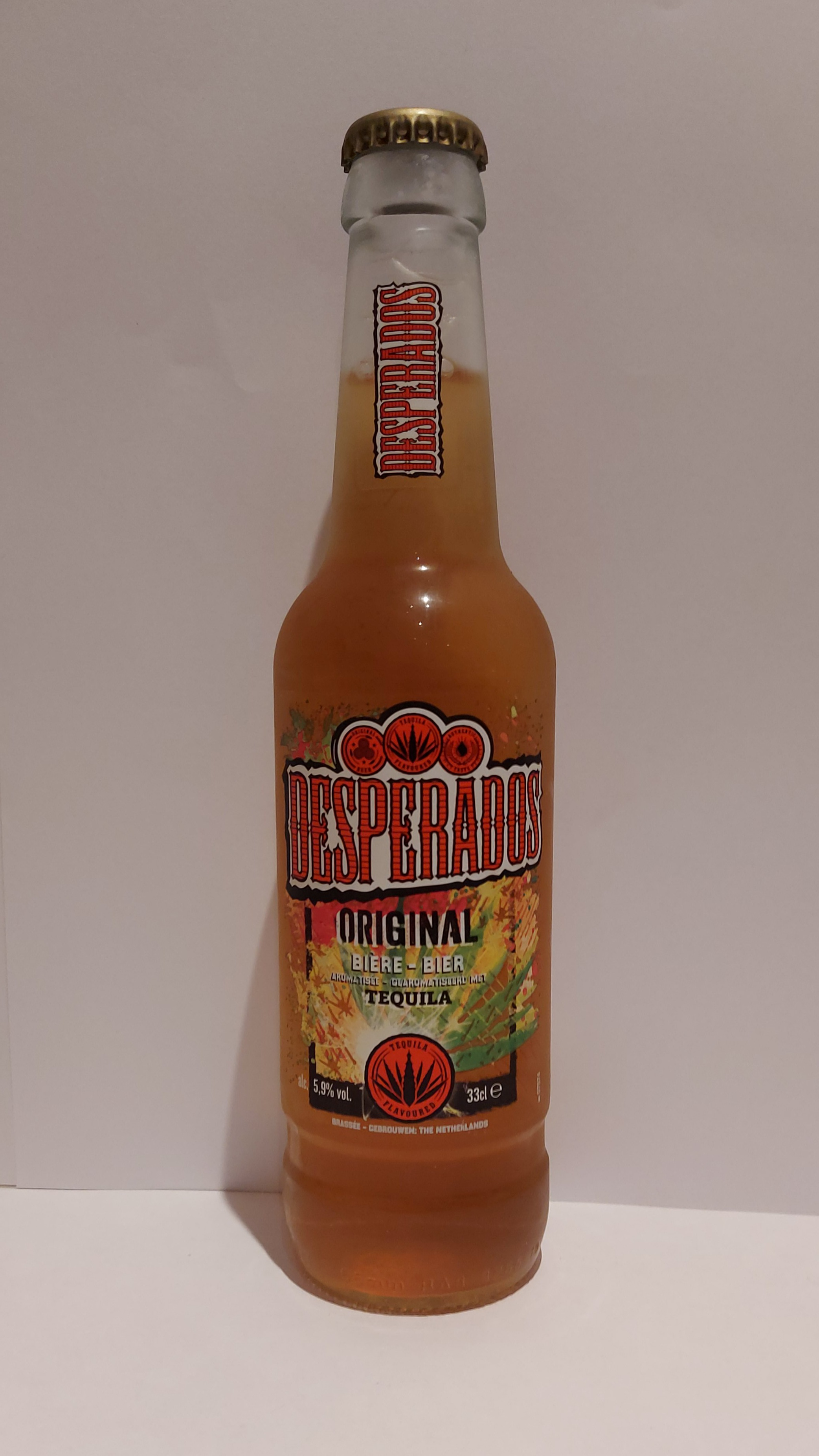
Een fles Desperados uit 2020

Desperados is bier met een toegevoegd tequila-aroma voor een zoete smaak. De basis van deze drank is lager bier. Voor het eerst werd het gebrouwen in 1995 in Frankrijk door Brasserie Fischer te Schiltigheim bij Straatsburg. Deze brouwerij is sinds 1996 in handen van Heineken. Inmiddels wordt het in meer dan 50 landen verkocht. Sinds 2012 wordt het ook in Nederland gebrouwen.

## Varianten
Er zijn twaalf soorten Desperados:
- Desperados Original met een alcoholgehalte van 5,9%
- Desperados virgin 0,0% (alcoholvrije variant van Desperados 5,9%)
- Desperados Lime&Ginger 5,0% (gebrouwen in Nederland, sinds maart 2019 op de Nederlandse markt)
- Desperados Black 5,9%
- Desperados Flare 5,9% (tequiladrank)
- Desperados Mojito 5,9% (tequiladrank: tequila-, munt- en limoensmaak)
- Desperados Lime (voorheen Mas) 3,0%: (tequila-, limoen- en cactussmaak)
- Desperados Red 5,9%: (tequila-cachaça-guarana)
- Desperados Fuego 5,9%: (tequila-gold tequila-kruidenaroma's)
- Desperados Verde 4,7% (munt/lime)
- Desperados Sangre 5,9% (tequiladrank)
- Desperados Edition Augmentée 5,9% (tequiladrank)
- Desperados virgin Fresh berry 0,0% (framboos/lime)

In Nederland is tot nu toe de reguliere versie van Desperados, Desperados Mojito, Desperados Verde en Desperados Lime&Ginger te koop in zowel flesjes van 33 cl als in blikken van 0,5 liter. In België, Frankrijk en Duitsland kan je de reguliere versie van Desperados, Desperados Black en Desperados Red kopen. In Nederland wordt de Desperados Red wel gebrouwen maar niet verkocht. In Frankrijk zijn ook de Desperados Edition Augmentée, Desperados Lime en Desperados Sangre te verkrijgen. Desperados Flare was in 2016 te krijgen in Frankrijk en tegenwoordig ook in België.

### Statiegeld
Na jarenlang gesjoemel kwam er in 2023 eindelijk statiegeld op de flessen. In landen zoals Duitsland zat al veel langer statiegeld op deze flessen.